# Klimmstein
Klimmstein est un groupe autrichien de pop et reggae, originaire de Graz. Le groupe se fait connaître dans toute l'Autriche notamment grâce au morceau Paris, Paris, enregistrée avec Joe Sumner - fils du musicien Sting.

## Histoire
Le groupe est formé en décembre 2004 à Graz par Max Bieder et Horst Klimstein, et continue ensuite avec Christoph Hausmann, Max Bieder, Enzo Sutera, Toti Denaro, et Gernot Höfler. Les premiers morceaux sont enregistrés en début 2005. Après plusieurs concerts, le premier album Wildwochen, écrit en dialecte styrien, sort en 2006. Quelque temps plus tard, un DVD avec un enregistrement live sort également. En 2010, Klimmstein fait la connaissance de Joe Sumner, fils du musicien Sting, lors d'un concert. Peu de temps après, ils collaborent avec lui et enregistrent le morceau Paris, Paris. Le morceau se retrouve dans les playlists de la plupart des stations de radio connues en Autriche, notamment sur Ö3. 
Début 2011, le groupe atteint ainsi la première place lors du vote par SMS pour la présélection du concours de l'Autriche au Concours Eurovision de la chanson 2011, qui faisait partie de la présélection sur Ö3. Le 25 février 2011, Klimmstein obtient la troisième place lors de l'émission télévisée qui désigne le candidat qui représente l'Autriche au Concours.

## Discographie

### Albums studio
- 2006 : Wildwochen
- 2011 : Überflieger (60e en Autriche[5])
- 2015 : Sancho Vida Loca

### Album clips
- 2007 : Live aus der GMD